# Fairey III

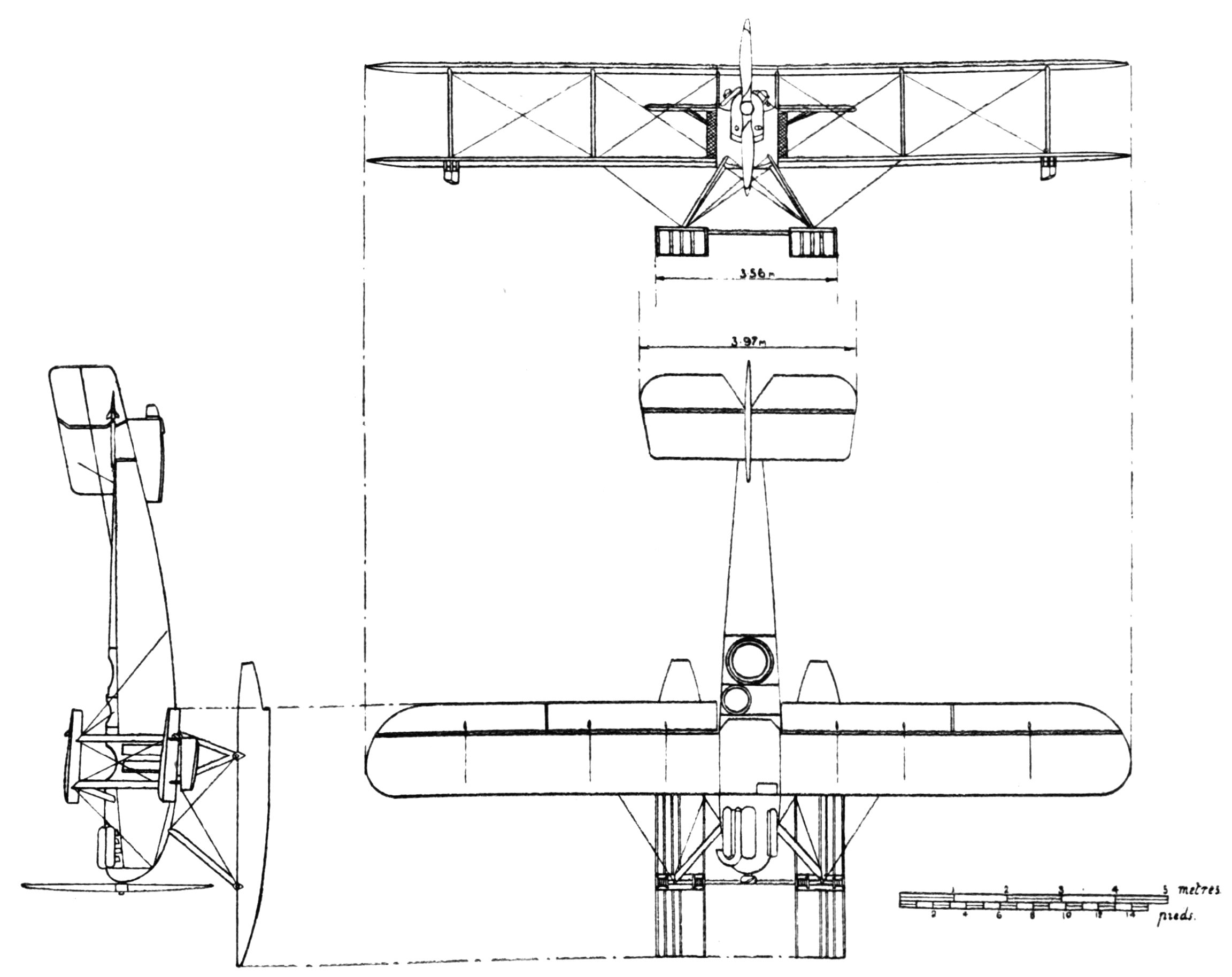
Схематичне зображення літака Fairey III

Фейрі III (англ. Fairey III) — британський розвідувальний біплан-легкий бомбардувальник виробництва компанії Fairey Aviation Company, що перебував на озброєнні Королівських Повітряних сил та Повітряних сил ВМФ Британії у 1920-1930-ти роки.

## Історія
Прототипом Fairey III став поплавковий гідролітак N.10, який був спроєктований та побудований у 1917 році авіакомпанією Fairey Aviation (разом з меншим N.9) відповідно до вимог Специфікації Адміралтейства N.2 (a) для гідролітака повітряних сил флоту, що мав базуватися на авіаносці під час Першої світової війни. N.10, також відомий під своїм конструкторським номером F.128, був двомісним біпланом із крилами, що складаються, і приводився в рух двигуном Sunbeam Maori потужністю 260 к.с. (190 кВт). 14 вересня 1917 року він вперше політ рейс з гідролітакової станції Порт Вікторія на острові Грейн, у графстві Кент.
Після проведення випробувань як у варіанті гідролітака, так і зі звичайною колісною ходовою частиною, компанії було видано замовлення на виробництво обох версій, IIIA та IIIB, яких планувалося придбати у кількості 50 та 60 літаків відповідно. Fairey IIIA був розвідувальним літаком, призначеним для польотів з авіаносців, і, тому був обладнаний колісним або ковзаючим шасі, тоді як IIIB передбачався як флотський легкий бомбардувальник зі збільшеними крилами та спроможністю нести три бомби вагою 105 кг. Хоча всі 50 IIIA були побудовані, лише 28 з IIIB були завершені. Це сталося через появу вдосконаленої версії Fairey IIIC, що міг використовуватися як бомбардувальник, так і розвідувальний літак. Було випущено 36 літаків цієї модифікації, з укороченими крилами з однаковим розмахом, як у IIIA, але був оснащений набагато потужнішим та надійнішим двигуном Rolls-Royce Eagle VIII потужністю 375 к.с. (280 кВт) і зберіг спроможність нести корисне навантаження. Багато IIIB добудовувалися як IIIC.
Найбільш ефективною версією, яка до того ж довше ніж решта інших зразків цього літака Fairey III стала остаточна модель IIIF, яка була розроблена відповідно до специфікації Міністерства авіації 19/24 для морської авіації флоту у тримісному варіанті розвідувального літака та двомісного літака загального призначення для Королівських ПС. IIIF, який вперше здійснив політ 20 квітня 1926 року, мав більш оптимізовану модель двигуна і спочатку фюзеляж зі змішаної металевої та дерев'яної конструкції, з крилами подібними до IIID, хоча пізніше серійні літаки обладнувалися суцільнометалевими фюзеляжами і крилами.
Більше 350 літаків IIIF експлуатувалося Повітряними силами флоту, що робить його найбільш широко використовуваним типом літаків, який перебував на озброєнні флоту в міжвоєнний час. Загалом з британських військових літаків у міжвоєнні роки тільки сімейство Гоукера Гарта вироблялася у більшій кількості, ніж Фейрі III.
Fairey IIIF також був основою для розробки літаків «Гордон» та «Сіл».

## Модифікації

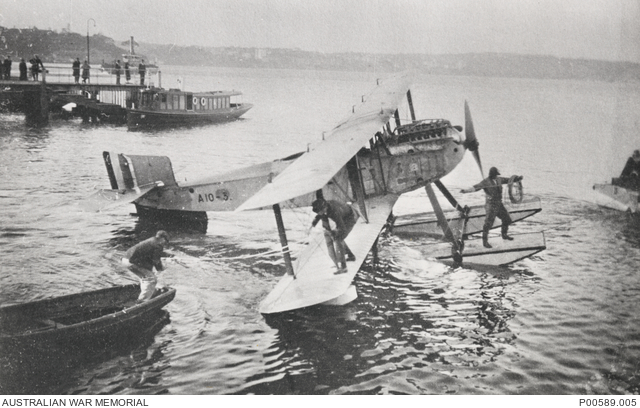
Австралійський поплавковий гідролітак Fairey IIID. 1924

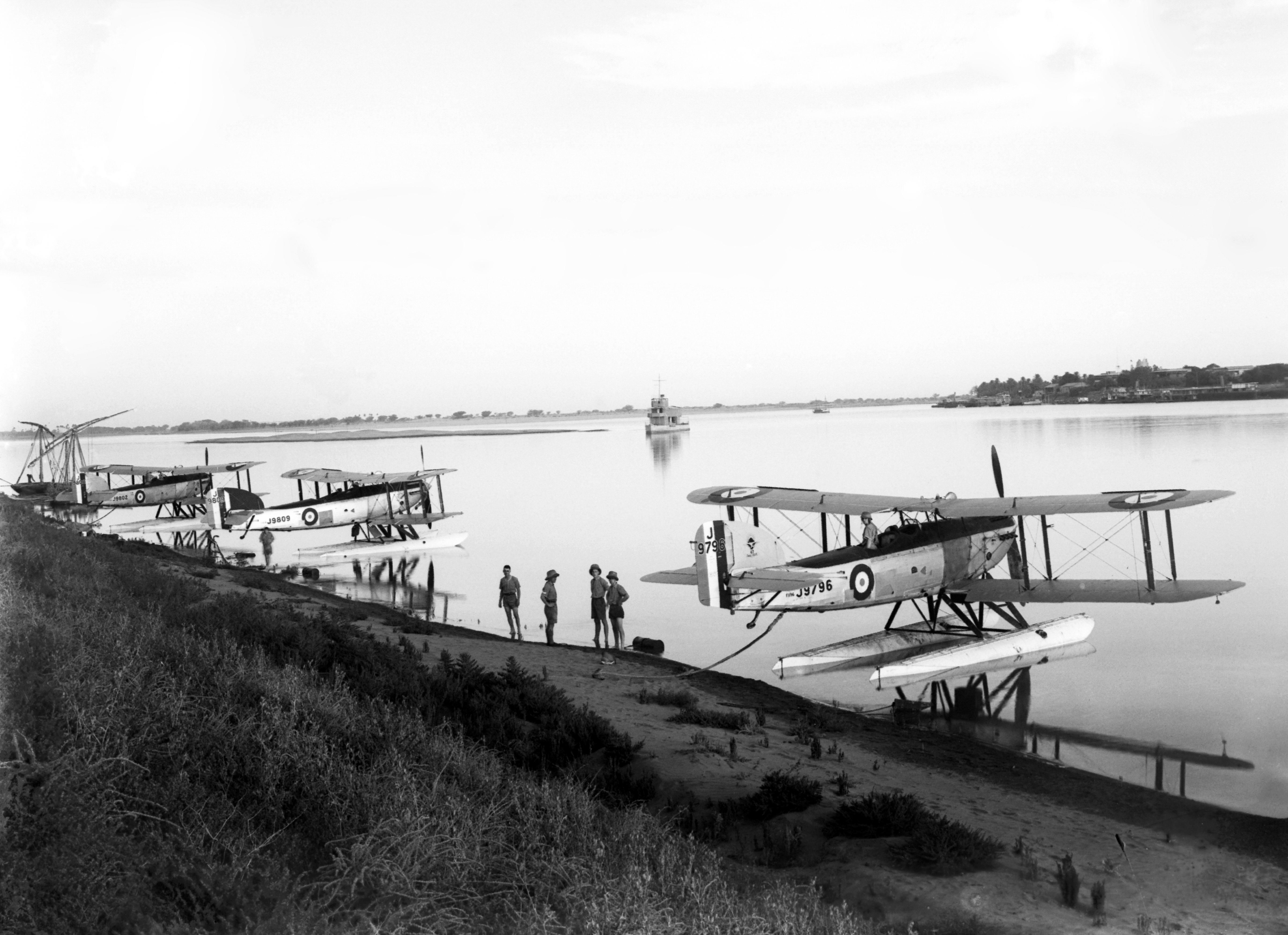
Три британські Fairey IIIF на берегу Голубого Нілу біля Хартума. 1930

- Fairey N.10 — перший прототип літака
- Fairey IIIA — двомісний розвідувальний біплан з двигуном Sunbeam Maori II потужністю 260 к.с. (190 кВт) (побудовано 50)
- Fairey IIIB — тримісний патрульний гідролітак, бомбардувальник з двигуном Sunbeam Maori II; збільшені стабілізатор, крила та штурвал, також збільшені поплавці, ніж у IIIA (30 од.)
- Fairey IIIC — варіант двомісного розвідувального літака, бомбардувальника, а також гідролітака загального користування з двигуном Rolls-Royce Eagle VIII потужністю 375 к.с. (280 кВт) (30 од.)
- Fairey IIID — варіант двомісного гідролітака-біплана загального користування з двигуном Rolls-Royce Eagle VIII потужністю 375 к.с. (280 кВт) або Napier Lion W-12 потужністю 375 к.с. (280 кВт) (227 од.)
- Fairey IIIE — гідролітак, який також мав назву Fairey Ferret (3 од.)
- Fairey IIIF — двомісний гідролітак-біплана загального користування або тримісний розвідувальний біплан з двигуном Napier Lion W-12
  - Fairey IIIF Mk.I — перша версія Fairey IIIF. Тримісний розвідувальний біплан з двигуном Napier Lion VA (55 од.)
  - Fairey IIIF Mk.II — друга версія Fairey IIIF. Тримісний розвідувальний біплан з двигуном Napier Lion XIA (33 од.)
  - Fairey IIIF Mk.III — третя версія Fairey IIIF. Тримісний розвідувальний біплан з суцільнометалевим корпусом, двигуном Napier Lion XIA (291 од.)
  - Fairey IIIF Mk.IV — двомісний варіант Fairey IIIF з суцільнометалевим корпусом, двигуном Napier Lion XIA (243 од.)
  - Fairey IIIF Mk.V — варіант Fairey IIIF — оригінальна назва «Гордон»
  - Fairey IIIF Mk.VI — варіант Fairey IIIF — оригінальна назва «Сіл»
  - Queen IIIF — радіокерований навчальний літак (3 од.)
- Fairey IIIM — цивільна версія літака (3 од.)
- Fairey F.400 — варіант IIID для португальського флоту

## Країни-експлуатанти
- Велика Британія
  -  Повітряні сили флоту Великої Британії
  -  Королівські ПС Великої Британії
- Австралія
  -  Королівські повітряні сили Австралії
- Аргентина
  -  Авіація ВМС Аргентини
- Грецьке королівство
  -  Королівські повітряні сили Греції
  -  Королівські військово-морські сили Греції
- Єгипет
  -  Королівські ПС Єгипту
- Ірландія
  -  Повітряний корпус Ірландії
- Канада
  -  Королівські ПС Канади
- Нідерланди
  -  Повітряні сили флоту Нідерландів
- Нова Зеландія
  -  Королівські ПС Нової Зеландії
- Португалія
  -  Повітряні сили Португалії
  -  Авіація ВМС Португалії
- Радянський Союз
  -  Військово-повітряні сили СРСР
- Чилі
  -  Повітряні сили Чилі
  -  Військово-морські сили Чилі
- Швеція
  -  Королівські військово-морські сили Швеції

## Аналогічні літаки за епохою, призначенням та конфігурацією
- Avro 508
- Armstrong Whitworth F.K.8
- AGO C.III
- Canadian Vickers Vancouver
- Canadian Vickers Vedette
- Douglas Dolphin
- Curtiss Falcon
- Macchi M.41
- Breguet Br.521 Bizerte
- CAMS 37
- CAMS 55
- Ikarus IO
- Ikarus ŠM
- Mitsubishi 2MR